# Supercopa Argentina
La Supercopa Argentina es una copa nacional organizada por la Asociación del Fútbol Argentino desde 2012. Se juega a un solo encuentro, en cancha neutral, que, de ser necesario, se juegan dos tiempos extras de 15 minutos y, si sigue empate se define, con tiros desde el punto penal.
En las distintas temporadas, enfrentó al campeón del Campeonato de Primera División con el campeón de la Copa Argentina. Aunque con el retorno del formato de torneos Apertura y Clausura, desde la temporada 2025, la competencia enfrentará al campeón del Trofeo de Campeones de la Liga Profesional (partido entre los campeones de ambos torneos) con el campeón de la Copa Argentina. Cuando un mismo club se adjudica tanto la Copa Argentina como el Trofeo de Campeones, su rival es el subcampeón de este último.

## Historia
La primera edición se disputó en el estadio Bicentenario Ciudad de Catamarca, el enfrentamiento lo protagonizaron Boca Juniors, campeón de la Copa Argentina 2011-12 y del Torneo Apertura 2011, y Arsenal, campeón del Torneo Clausura 2012, que participó debido a que fue el último campeón del formato de torneos Apertura y Clausura y Boca Juniors se había consagrado en el primero de estos, ya que tras esa temporada la Primera División cambió su sistema de disputa. El ganador fue Arsenal, que superó a Boca Juniors por 4-3 en la definición por tiros desde el punto penal, tras haber empatado 0-0 en el partido.
El 31 de enero de 2014 se disputó la edición 2013, en el estadio Provincial Juan Gilberto Funes, de la ciudad de La Punta, provincia de San Luis. Tras la reestructuración del campeonato de Primera División, donde se estrenó el formato de torneos Inicial y Final y una final entre los campeones de ambos torneos, los participantes fueron Vélez Sarsfield, campeón del campeonato 2012-13 y nuevamente Arsenal, esta vez como campeón de la Copa Argentina 2012-13. El partido terminó con la victoria de Vélez Sársfield, por 1-0.
El 25 de abril de 2015 se disputó la edición 2014 en el estadio San Juan del Bicentenario, del Gran San Juan. Los clubes que se enfrentaron fueron River Plate, campeón de la Copa Campeonato 2013-14, y Huracán, campeón de la Copa Argentina 2013-14, que ganó el partido, 1-0, con gol de Edson Puch.
El 10 de febrero de 2016 se disputó la edición 2015 en el estadio Mario Alberto Kempes de Córdoba. Los competidores deberían haber sido el campeón del Campeonato de Primera División 2015 y el ganador de la Copa Argentina 2014-15, pero como Boca Juniors consiguió ambos títulos, el otro lugar lo ocupó San Lorenzo, subcampeón del torneo regular, que se coronó campeón al ganar por 4-0.
El 4 de febrero de 2017 se disputó la edición 2016 en el estadio Ciudad de La Plata. Los competidores fueron el ganador de la Copa Argentina 2015-16, River Plate, y el campeón del Campeonato de Primera División 2016, Lanús. El trofeo, que a su vez se modificó, fue para este último, que ganó el partido por 3-0.
El 14 de marzo de 2018 se disputó la edición 2017 en el estadio Malvinas Argentinas. Los contendientes fueron el ganador de la Copa Argentina 2016-17, River Plate, y el campeón del Campeonato de Primera División 2016-17, Boca Juniors. El partido lo ganó el primero, por 2-0.
El 2 de mayo de 2019 se disputó la edición 2018, nuevamente en el Malvinas Argentinas de la ciudad de Mendoza. Se enfrentaron el ganador de la Copa Argentina 2017-18, Rosario Central, y el campeón del Campeonato de Primera División 2017-18, Boca Juniors, que obtuvo el título venciendo en los penales, luego de un empate 0-0.
El 4 de marzo de 2021 se disputó la edición 2019, postergada por la pandemia de covid-19, en el estadio Único Madre de Ciudades, de Santiago del Estero, que se inauguró oficialmente con ese partido. Se enfrentaron el campeón de la Superliga 2018-19, Racing Club y el ganador de la Copa Argentina 2018-19, River Plate, que ganó el partido por 5-0.
La Asociación del Fútbol Argentino publicó la programación de la edición 2020 para el año 2022, a raíz de su suspensión provisoria por la pandemia de covid-19. La debían disputar Boca Juniors, campeón de la Superliga Argentina 2019-20, y River Plate, como subcampeón de dicho certamen, ya que Boca Juniors también obtuvo la Copa Argentina de esa temporada. Pero el partido nunca se disputó, como tampoco ocurrió con la edición de 2021, donde el campeón de la Liga Profesional 2021 había sido River Plate, debido a que en esa temporada no se organizó la Copa Argentina porque se completó la edición 2020 que había sido postergada por la pandemia.
El 1 de marzo de 2023 se disputó la edición 2022, en el estadio Único Madre de Ciudades, de Santiago del Estero. Se enfrentaron el campeón de la Liga Profesional 2022, Boca Juniors, y el ganador de la Copa Argentina del mismo año, Patronato. El partido fue ganado por los primeros por 3-0.
El 13 de marzo de 2024 se desarrolló la final de la edición 2023 entre River Plate, campeón de la Liga Profesional 2023, y Estudiantes de La Plata, campeón de la Copa Argentina 2023. Se jugó en el Estadio Mario Alberto Kempes de Córdoba y River se consagró por tercera vez tras ganar el partido por 2-1.

## Ediciones
| Edición | Campeón              | Resultado   | Finalista              | Sede del partido                                                       |
| ------- | -------------------- | ----------- | ---------------------- | ---------------------------------------------------------------------- |
| 2012    | Arsenal (PD)         | (4) 0:0 (3) | Boca Juniors (CA)      | Estadio Bicentenario de Catamarca, San Fernando del Valle de Catamarca |
| 2013    | Vélez Sarsfield (PD) | 1:0         | Arsenal (CA)           | Estadio Provincial Juan Gilberto Funes, La Punta                       |
| 2014    | Huracán (CA)         | 1:0         | River Plate (PD)       | Estadio San Juan del Bicentenario, San Juan                            |
| 2015    | San Lorenzo (SC)     | 4:0         | Boca Juniors (PD) (CA) | Estadio Mario Alberto Kempes, Córdoba                                  |
| 2016    | Lanús (PD)           | 3:0         | River Plate (CA)       | Estadio Ciudad de La Plata, La Plata                                   |
| 2017    | River Plate (CA)     | 2:0         | Boca Juniors (PD)      | Estadio Malvinas Argentinas, Mendoza                                   |
| 2018    | Boca Juniors (PD)    | (6) 0:0 (5) | Rosario Central (CA)   | Estadio Malvinas Argentinas, Mendoza                                   |
| 2019    | River Plate (CA)     | 5:0         | Racing Club (PD)       | Estadio Único Madre de Ciudades, Santiago del Estero                   |
| 2022    | Boca Juniors (PD)    | 3:0         | Patronato (CA)         | Estadio Único Madre de Ciudades, Santiago del Estero                   |
| 2023    | River Plate (PD)     | 2:1         | Estudiantes (LP) (CA)  | Estadio Mario Alberto Kempes, Córdoba                                  |

(PD): Campeón de la Primera División.
(CA): Campeón de la Copa Argentina.
(SC): Subcampeón de la Primera División.

## Palmarés
| Equipo           | Campeón | Finalista | Ediciones campeón | Ediciones finalista |
| ---------------- | ------- | --------- | ----------------- | ------------------- |
| River Plate      | 3       | 2         | 2017, 2019, 2023  | 2014, 2016          |
| Boca Juniors     | 2       | 3         | 2018, 2022        | 2012, 2015, 2017    |
| Arsenal          | 1       | 1         | 2012              | 2013                |
| Vélez Sarsfield  | 1       | -         | 2013              | -                   |
| Huracán          | 1       | -         | 2014              | -                   |
| San Lorenzo      | 1       | -         | 2015              | -                   |
| Lanús            | 1       | -         | 2016              | -                   |
| Rosario Central  | -       | 1         | -                 | 2018                |
| Racing Club      | -       | 1         | -                 | 2019                |
| Patronato        | -       | 1         | -                 | 2022                |
| Estudiantes (LP) | -       | 1         | -                 | 2023                |

## Entrenadores campeones
| Edición | Equipo          | Entrenador        |
| ------- | --------------- | ----------------- |
| 2012    | Arsenal         | Gustavo Alfaro    |
| 2013    | Vélez Sarsfield | José Oscar Flores |
| 2014    | Huracán         | Néstor Apuzzo     |
| 2015    | San Lorenzo     | Pablo Guede       |
| 2016    | Lanús           | Jorge Almirón     |
| 2017    | River Plate     | Marcelo Gallardo  |
| 2018    | Boca Juniors    | Gustavo Alfaro    |
| 2019    | River Plate     | Marcelo Gallardo  |
| 2022    | Boca Juniors    | Hugo Ibarra       |
| 2023    | River Plate     | Martín Demichelis |